# Rosénparken
Rosénparken är en park mellan Upplandsmuseet och Saluhallen i Uppsala. Parken är namngiven efter barnläkaren Nils Rosén von Rosenstein och invigdes 2007.
I Rosénparken finns en fisktrappa där fisken asp kan ta sig uppströms i Fyrisån. Bland växtligheten i parken finns magnolia, åkeröäppelträd, vitasp och vingnöt.